# Miguel Ferrera
Miguel Adrián Ferrera Rodríguez (Tegucigalpa, 25 de mayo de 1981) es un deportista hondureño que compitió en taekwondo. Ganó dos medallas de bronce en el Campeonato Panamericano de Taekwondo en los años 2008 y 2016.

## Palmarés internacional
| Campeonato Panamericano | Campeonato Panamericano | Campeonato Panamericano | Campeonato Panamericano |
| Año                     | Lugar                   | Medalla                 | Categoría               |
| ----------------------- | ----------------------- | ----------------------- | ----------------------- |
| 2008                    | Caguas (Puerto Rico)    | Medalla de bronce       | –78 kg                  |
| 2016                    | Querétaro (México)      | Medalla de bronce       | –80 kg                  |